# Novo Partido dos Panteras Negras
O Novo Partido dos Panteras Negras (Inglês: New Black Panther Party, NBPP) é uma organização nacionalista negra americana fundada em Dallas, Texas, em 1989. Apesar do nome, o NBPP não é uma sucessora oficial do Partido dos Panteras Negras. Membros do Partido dos Panteras Negras original insistiram que a nova organização não tem legitimidade e que "não existe uma Nova Partido dos Panteras Negras". O grupo é caracterizado por seu afastamento de muitos dos ideais socialistas de seu homônimo, inclinando-se para o Novo-Africanismo.
O Southern Poverty Law Center e a Comissão de Direitos Civis dos EUA [en] consideram o NBPP um grupo de ódio, acusando a organização e seus líderes de racismo e antissemitismo.
O NBPP tem suas origens na Milícia dos Panteras Negras [en], criada em 1990 por Michael McGee, um Pantera original, em Milwaukee. No entanto, conforme McGee expandiu sua organização, ela passou para o controle de Aaron Michaels em Dallas. Por sua vez, Aaron Michaels perdeu a liderança do grupo para Khalid Abdul Muhammad, ex-membro proeminente da Nação do Islã, que passou a preencher as fileiras dos Novos Panteras com ex-membros da Nação do Islã e outros muçulmanos afro-americanos [en]. Sob a liderança de Muhammad e seus sucessores, os Novos Panteras mudaram radicalmente da ideologia do Partido dos Panteras Negras original para uma forma extremista de nacionalismo negro.
O NBPP é atualmente liderada por Krystal Muhammad. Malik Zulu Shabazz [en] anunciou em uma transmissão de rádio online em 14 de outubro de 2013 que estava deixando o cargo e que Hashim Nzinga, então chefe de gabinete nacional, o substituiria. Essa mudança gerou um cisma no grupo. Uma votação foi realizada, e Krystal Muhammad foi eleita líder. No entanto, os leais a Nzinga saíram e formaram um grupo dissidente chamado "Novo Partido dos Panteras Negras para Autodefesa" ("New Black Panther Party for Self Defence") ou "NBPP SD".

## História
Em 1987, Michael McGee, um vereador em Milwaukee, ameaçou perturbar eventos de pessoas brancas pela cidade a menos que mais empregos fossem criados para pessoas negras. Em 1990, ele realizou uma conferência de imprensa sobre o "estado da cidade interna" na prefeitura para anunciar a criação da Milícia dos Panteras Negras [en]. Aaron Michaels, um ativista comunitário e produtor de rádio em Dallas, Texas, estabeleceu um capítulo da Milícia dos Panteras Negras em 1992, mas optou por chamar seu capítulo de "Novo Partido dos Panteras Negras" ("New Black Panther Party").
Com o tempo, a influência de McGee sobre os grupos diminuiu, enquanto a de Michaels cresceu, e eventualmente foi Aaron Michaels quem assumiu a liderança geral dos grupos de Panteras, agora usando "Novo Partido dos Panteras Negras" como sua bandeira.
Em 1994, Khalid Abdul Muhammad, um membro proeminente da Nação do Islã, sobreviveu a uma tentativa de assassinato por um ex-membro desse grupo. Após a tentativa contra sua vida, Muhammad deixou a Nação do Islã e foi para Dallas para se recuperar, período em que se alinhou a Aaron Michaels e, posteriormente, juntou-se à NBPP. Em 1998, Muhammad assumiu o controle total do NBPP de Michaels, preenchendo o grupo com ex-membros da Nação do Islã e outros muçulmanos negros. Em 2012, Michaels afirmou que foi nesse momento que ele deixou o NBPP.
Em 1998, Khalid Abdul Muhammad trouxe a organização para o centro das atenções nacionais ao liderar um grupo armado de membros do NBPP para fornecer proteção armada à família de  James Byrd Jr., que havia sido assassinado em Jasper, Texas, por três supremacistas brancos. Os eventos escalaram para um confronto entre o NBPP e a Ku Klux Klan. Muhammad continuou a buscar eventos de alto perfil e confrontos, e, no mesmo ano, tentou organizar a Marcha do Milhão de Jovens em Harlem, Nova York. Na superfície, o objetivo da marcha era construir solidariedade entre a juventude negra da América, mas Muhammad também queria marchar no coração do apoio à Nação do Islã e demonstrar que tinha um grupo para competir por seu apoio. O prefeito Rudolph Giuliani tentou bloquear a marcha, mas foi superado por um juiz federal. A marcha ocorreu em 5 de setembro de 1998, e Muhammad proferiu um discurso racista e antissemita para uma audiência de 6.000 pessoas. Quando a polícia tentou encerrar a marcha no horário designado, Muhammad encorajou os presentes a confrontá-los fisicamente, levando a um tumulto.
Khalid Muhammad faleceu de um aneurisma cerebral em 17 de fevereiro de 2001, e foi sucedido por Malik Zulu Shabazz, um protegido de Muhammad e também seu advogado pessoal. Como Muhammad, Shabazz continuou a direcionar o NBPP em uma direção cada vez mais antissemita e segregacionista racial. Sob a liderança de Shabazz, o grupo continuou a aparecer em várias partes da América durante momentos de tensão e conflito racial; no entanto, Shabazz nunca conseguiu devolver ao grupo o alto perfil que ele teve na mídia e na mente do público durante o tempo de Muhammad.

## Ideologia
O Novo Partido dos Panteras Negras (NBPP) identifica-se com o Partido dos Panteras Negras original e afirma manter seu legado. Também diz que muitos outros veem a organização de forma semelhante. No entanto, o NBPP é amplamente considerada, tanto pelo público em geral quanto por membros proeminentes do partido original, como ilegítima. Membros da Fundação Huey Newton, que inclui um número significativo de líderes do partido original, processaram o NBPP com sucesso; seu objetivo final ao fazê-lo — impedir que o NBPP usasse o nome Panther — parece não ter sido alcançado. Em resposta ao processo, Aaron Michaels classificou os Panteras originais como "Panteras ultrapassados", acrescentando: "Ninguém pode nos dizer como podemos nos chamar." O NBPP reescreveu a Plataforma original dos Panteras Negras para abordar questões como "violência negra contra negra", o sistema de justiça militar e prisioneiros políticos.
Embora o NBPP afirme ver o capitalismo como o problema fundamental do mundo e a revolução como a solução, o novo partido não se inspira no marxismo ou maoísmo, como o partido original. Em vez disso, promove a teoria Kawaida de Maulana Karenga [en], que inclui unidade negra, ação coletiva e economia cooperativa. O NBPP diz lutar contra a opressão de pessoas negras e pardas e que seus membros estão atentos às questões atuais enfrentadas pelas comunidades negras em todo o mundo. Também observa que nem todos os seus membros são da Nação do Islã, embora o grupo reconheça práticas espirituais universais dentro da organização. O NBPP é fortemente antissionista.
Com o tempo, muitos grupos com diferentes graus de radicalização defenderam o "direito à autodeterminação" para pessoas negras, particularmente negros americanos. Críticos do NBPP afirmam que a política do grupo representa um desvio perigoso da intenção original do nacionalismo negro; especificamente, que são abertamente anti-brancos e também antissemitas. O grupo atribui os ataques de 11 de setembro aos judeus. O Southern Poverty Law Center classifica o NBPP como um grupo de ódio separatista negro e diz que seus líderes "defendem o assassinato de judeus e pessoas brancas". Alguns Panteras Negras processaram o NBPP e tentaram impedi-la de usar o nome Pantera Negra, considerando o grupo racista.

## Organização

### Número de membros
Em 2009, o NBPP afirmou ter alguns milhares de membros organizados em 45 capítulos, enquanto estimativas independentes da Liga Anti-Difamação sugerem que o grupo é muito menor, mas ainda capaz de atrair um grande número de não-membros para seus eventos ao focar em questões de interesse local.

### Ala francesa
Em abril de 2010, Malik Zulu Shabazz nomeou o líder negro francês Kémi Séba [en] como representante do movimento na França.

### Cisma de 2013
Em outubro de 2013, Malik Zulu Shabazz anunciou que estava deixando a liderança da organização. Ele tentou nomear Hashim Nzinga como seu principal sucessor. No entanto, essa decisão levou um grupo de membros a se reunir para uma votação, na qual elegeram Krystal Muhammad como a nova presidente. Esses eventos causaram uma divisão na organização em duas facções concorrentes. A facção de Muhammad manteve o nome "Novo Partido dos Panteras Negras", enquanto a facção de Nzinga se autodenominou "Novo Partido dos Panteras Negras para Autodefesa" ou "NBPP SD". Os dois grupos permanecem em conflito, cada um tentando controlar o reconhecimento do nome "Novos Panteras".

## Controvérsias

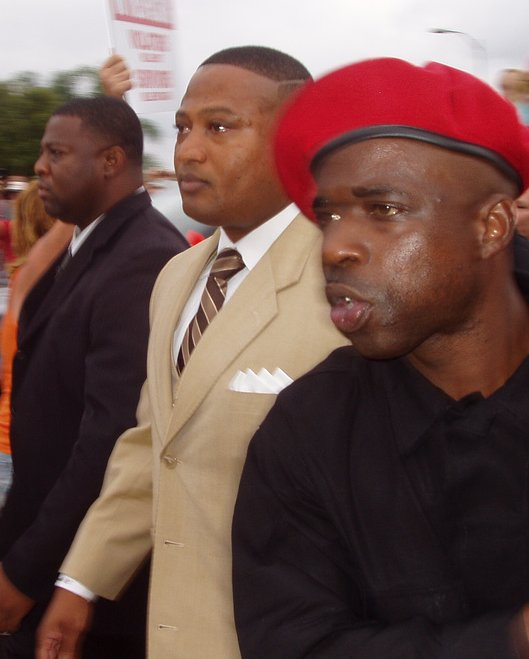
Quanell X (centro), líder do partido em Houston, no protesto pela en, 2007

Em 2006, o NBPP voltou ao destaque na mídia ao intervir no escândalo do time de lacrosse da Universidade de Duke de 2006, organizando marchas fora da Universidade de Duke e fazendo várias aparições na mídia para exigir que o júri organizado pelo então promotor distrital Mike Nifong [en] condenasse os jogadores de lacrosse acusados.
Em 12 de abril de 2007, após o colapso do caso apresentado por Nifong e a exoneração dos jogadores de lacrosse de Duke, Malik Zulu Shabazz apareceu no The O'Reilly Factor. Ele se recusou a se desculpar por suas ações antes do escândalo de estupro da Universidade de Duke, afirmando que não sabia se algo havia acontecido com a jovem acusadora. Ele declarou sua crença de que as famílias brancas ricas de Duke exerceram pressão política sobre a investigação e forçaram o arquivamento das acusações. Quando questionado pela apresentadora convidada Michelle Malkin, ele a rotulou de prostituta política e porta-voz de um Bill O'Reilly racista, machista e chauvinista. Malkin respondeu: "Há apenas uma prostituta nesta tela dividida e é você, Sr. Shabazz." Shabazz retrucou: "Você deveria se envergonhar por defender e ser porta-voz de Bill O'Reilly, que não tem respeito por mulheres."
Considerada extremista, o NBPP foi criticada pela Marcha do Milhão de Jovens de Muhammad em Harlem, uma versão jovem da Marcha do Milhão de Homens [en], na qual o protesto contra a brutalidade policial incluiu oradores pedindo o extermínio de sul-africanos brancos. O comício terminou em confrontos com o Departamento de Polícia de Nova York, quando Muhammad incentivou a multidão a atacar os policiais que tentavam confiscar armas de fogo. Cadeiras e garrafas foram jogadas contra a polícia, mas apenas alguns no confronto sofreram ferimentos. A Marcha do Milhão de Jovens foi posteriormente nomeada um evento anual.
King Samir Shabazz, ex-membro da Nação do Islã e chefe do capítulo do NBPP na Filadélfia, tem um longo histórico de comportamento racista e confrontacional. Ele defendeu a separação racial e fez declarações racistas inflamadas enquanto promovia mensagens anti-polícia na mídia e nas ruas da Filadélfia. Ele anunciou publicamente: "Eu odeio pessoas brancas. Todas elas." Ele também sugeriu o assassinato de bebês brancos. Shabazz foi preso em junho de 2013 por portar uma arma carregada e sem licença. O partido alegou que sua prisão fazia parte de um "ataque contínuo contra o Novo Partido dos Panteras Negras".

### Suposta intimidação de eleitores na Filadélfia

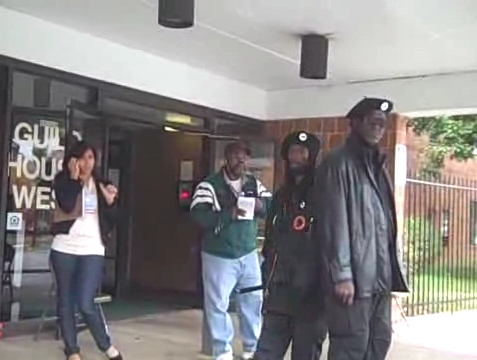
Alegada instância de intimidação de eleitores na Filadélfia durante a eleição presidencial dos EUA de 2008

Durante a eleição presidencial de 2008, observadores eleitorais encontraram dois membros da milícia do Novo Partido dos Panteras Negras gritando insultos raciais fora de um local de votação na Filadélfia. Um dos dois era um observador eleitoral credenciado, enquanto o outro era um membro do Novo Partido dos Panteras Negras que havia trazido um cassetete estilo policial. Um estudante da Universidade da Pensilvânia, Stephen Robert Morse, foi contratado pelo Partido Republicano local em nome da campanha presidencial de John McCain para gravar o incidente. Seu vídeo foi transmitido em várias emissoras de notícias pelo país. O observador republicano Chris Hill afirmou que eleitores estavam reclamando de intimidação, enquanto o escritório do promotor distrital declarou que não havia sido contatado por quaisquer eleitores. O membro do Novo Partido dos Panteras Negras com o cassetete foi escoltado pela polícia.
Em 7 de janeiro de 2009, o Departamento de Justiça dos Estados Unidos (DOJ) entrou com uma ação civil contra o Novo Partido dos Panteras Negras e três de seus membros, alegando violações da Lei dos Direitos de Voto de 1965 pelo incidente no local de votação na Filadélfia. A ação acusava os membros King Samir Shabazz e Jerry Jackson de estarem fora de um local de votação vestindo o uniforme do Novo Partido dos Panteras Negras para Autodefesa, e afirmava que Shabazz brandiu repetidamente uma arma estilo cassetete policial.
Em 29 de maio de 2009, o Departamento de Justiça solicitou e recebeu uma injunção contra o membro que carregava o cassetete, mas, contra o conselho dos promotores que trabalharam no caso, superiores do departamento ordenaram que a ação fosse abandonada contra os membros restantes. Em 6 de julho de 2010, J. Christian Adams [en], ex-advogado do Departamento de Justiça, testemunhou perante a Comissão de Direitos Civis e alegou que o caso foi abandonado porque "[nós] apoiamos irregularidades e abandonamos cidadãos cumpridores da lei". O ex-chefe da Seção de Voto da Divisão de Direitos Civis, Christopher Coates, testemunhou em 24 de setembro de 2010: "Estou aqui hoje para testemunhar sobre a disposição final do Departamento de Justiça no caso do Novo Partido dos Panteras Negras e a hostilidade na Divisão de Direitos Civis e na Seção de Voto em relação à aplicação igualitária de algumas leis federais de votação."
Abigail Thernstrom, vice-presidente nomeada pelos republicanos da Comissão, escreveu que os Panteras talvez devessem ter sido processados sob a seção 11(b) da Lei dos Direitos de Voto por suas ações em novembro de 2008, mas os padrões legais que devem ser atendidos para provar intimidação de eleitores — a acusação — são muito altos. E "O incidente envolveu apenas dois Panteras em um único distrito majoritariamente negro na Filadélfia. Até agora — após meses de audiências, testemunhos e investigação, ninguém produziu evidências concretas de que quaisquer eleitores estavam assustados demais para votar."
De acordo com um comunicado de imprensa de 23 de abril de 2010 do Novo Partido dos Panteras Negras, o membro da Filadélfia envolvido no incidente com o cassetete foi suspenso até janeiro de 2010. "O Novo Partido dos Panteras Negras deixou claro na época e agora que não apoiamos a intimidação de eleitores ... As acusações contra toda a organização e o presidente foram retiradas. As ações de um indivíduo não podem ser atribuídas a uma organização inteira, assim como todo ato de qualquer membro da Igreja Católica não pode ser imputado ao Vaticano."

### Recompensa pela captura de George Zimmerman
Outra controvérsia ocorreu em 2012 quando o NBPP ofereceu uma recompensa de US$ 10.000 pela prisão cidadã de George Zimmerman, o homem que matou Trayvon Martin. O grupo também afirmou que acreditava em "uma vida por uma vida". A oferta de recompensa foi condenada e repudiada pela família de Martin e outros, incluindo o Rev. Jesse Jackson. O organizador do NBPP, Mikhail Mohammed, disse que a Constituição dos Estados Unidos garantia o direito a uma prisão cidadã.

### Impedido de entrar no Canadá
Em maio de 2007, o presidente Shabazz foi convidado pela Black Youth Taking Action (BYTA) para falar em um comício no Queen's Park em Toronto, Ontário, Canadá, e para dar uma palestra a estudantes na Ryerson University. A União dos Estudantes de Ryerson (RSU) endossou o evento, que pedia que os currículos escolares reconhecessem a contribuição histórica de africanos-canadenses e afro-americanos, e que o projeto da super prisão de Brampton, Ontário, fosse desmantelado. Uma porta-voz da RSU afirmou posteriormente que o apoio ao evento foi dado "antes de saberem que Shabazz era o palestrante".
Shabazz chegou ao Aeroporto Internacional Pearson de Toronto como planejado, mas funcionários da fronteira do Canadá [en] o impediram de entrar no país devido a retórica passada que violava as leis canadenses de ódio. Embora os aeroportos e fronteiras do Canadá estejam sob jurisdição federal, o Ministro de Segurança Comunitária e Serviços Correcionais de Ontário, Monte Kwinter, justificou a proibição de Shabazz. O Premier de Ontário [en], Dalton McGuinty [en], expressou preocupação sobre Shabazz. A imprensa relatou que Shabazz foi negado a entrada no Canadá devido a um registro criminal menor. Shabazz voou de volta para Buffalo, Nova York e tentou cruzar a fronteira por carro, mas agentes de fronteira o identificaram e novamente o impediram de entrar no Canadá.
O comício no Queen's Park ocorreu sem Shabazz, com aproximadamente 100 pessoas, além de pelo menos duas dúzias de jornalistas. A Universidade de Ryerson cancelou a palestra planejada. A administração da universidade alertou a RSU que havia recebido e-mails com ameaças de interrupção violenta do evento. A RSU cancelou a palestra de Shabazz por preocupações com a segurança. Heather Kere, vice-presidente de Educação da RSU, disse: "Definitivamente reconhecemos que havia algumas críticas às suas visões" e "estávamos endossando os objetivos da campanha e não o palestrante individual." Kere acrescentou: "Ele desviou a atenção do ponto principal da campanha. Ainda acreditamos fortemente na campanha."
Hashim Nzinga, chefe de gabinete de Shabazz, culpou grupos judeus pelo incidente, declarando em uma entrevista por telefone: "Eles deixam esses grupos como a ADL (Liga Anti-Difamação) e a JDL (Liga de Defesa Judaica), que não passam de um bando de gângsteres, ditarem o que acontece no mundo hoje," e "Eles disseram ao Canadá para não nos deixar entrar e o Canadá seguiu [suas] regras, porque este país é governado por Israel." Nkem Anizor, presidente da BYTA, também culpou o "lobby judeu" pela decisão do governo de negar a entrada de Shabazz no Canadá. Shabazz disse posteriormente: "O Canadá está em alerta Malik," e "B'nai Brith venceu esta, e estou começando a ver o poder do lobby judeu no Canadá, em plena força. Pensei que o Canadá fosse livre. Acho que isso é evidência de que pessoas negras estão sendo oprimidas no Canadá."

### Envolvimento de Micah Xavier Johnson
Micah Xavier Johnson, que emboscou e atirou em policiais em Dallas, Texas, em julho de 2016 após um protesto pacífico contra assassinatos de homens afro-americanos por policiais em outros lugares dos Estados Unidos, havia "curtido" as páginas do Facebook de várias organizações nacionalistas negras, incluindo o NBPP, Mauricelm-Lei Millere e Liga de Defesa Afro-Americana, que, segundo o Southern Poverty Center, podem ter radicalizado Johnson. Quanell X, líder do NBPP em Houston, Texas, disse que Johnson foi membro do capítulo daquela cidade alguns anos antes, por cerca de seis meses. Ele também disse que Johnson foi solicitado a deixar o grupo por expressar retórica perigosa e violar a "cadeia de comando" da organização, e que Johnson questionou as táticas do NBPP, perguntando por que não haviam comprado mais armas e munições. Em uma declaração escrita, o NBPP afirmou que Johnson não era membro da organização e que "uma simples curtida [...] via um site de mídia social não representa membresia, afiliação ou endosso. É simplesmente o que é [...] uma curtida na página."

## Críticas

### Críticas de ex-membros do Partido dos Panteras Negras original
A Fundação Huey P. Newton emitiu um comunicado de imprensa denunciando o Novo Partido dos Panteras Negras. O comunicado dizia, em parte:
Como guardiã da verdadeira história do Partido dos Panteras Negras, a Fundação, que inclui ex-membros líderes do Partido, denuncia a exploração do nome e da história do Partido por este grupo. Incapaz de encontrar sua própria legitimidade na comunidade negra, essa organização tenta se apropriar do nome do Partido, o que condenamos. ... [Eles] denigrem o nome do Partido ao promover conceitos absolutamente contrários aos princípios revolucionários sobre os quais o Partido foi fundado. ... Os Panteras Negras nunca foram um grupo de jovens militantes raivosos cheios de fúria contra o "estabelecimento branco". O Partido operava com amor pelo povo negro, não com ódio ao povo branco.
Bobby Seale, um dos membros co-fundadores do Partido dos Panteras Negras, também criticou o Novo Partido dos Panteras Negras. Em uma entrevista de 2010, ele classificou a retórica do grupo como xenofóbica e descreveu as declarações de seus líderes como "absurdas, raciais [e] categóricas".
[N]ós nunca, jamais, desceremos ao baixo nível da mentalidade de um racista para odiar outra pessoa apenas por causa da cor de sua pele ou etnia. Não fazemos isso. Esse não é o objetivo. O objetivo é a libertação humana. O objetivo é a maior cooperação comunitária do humanismo. O objetivo é eliminar o racismo institucionalizado.
Reagindo a um vídeo de dois membros do NBPP posicionados fora de um local de votação no Dia da Eleição em 2008 na Filadélfia, Seale concordou "em algum grau" com a apresentadora do CNN Newsroom, Kyra Sedis, que o incidente poderia ser considerado intimidação de eleitores. Ele também descreveu o que viu como diferenças significativas entre os Panteras Negras originais e os Novos Panteras Negras, particularmente entre seus respectivos Programas de Dez Pontos.

### Intimidação dos Panteras originais em 2002
Em abril de 2002, foi realizado um evento em Washington, D.C. para comemorar o 35º aniversário da criação do Partido dos Panteras Negras. Ron Scott, cofundador da seção de Detroit dos Panteras, foi o orador convidado, e muitos dos presentes também eram membros originais do Partido dos Panteras Negras. No decorrer da noite, o evento foi interrompido por 30 membros do Novo Partido dos Panteras Negras vestidos com capacetes de motociclista e botas com capas de aço, liderados por Malik Zulu Shabazz. Shabazz e seu membro do NBPP assumiram o controle do evento e ordenaram, sob ameaça de violência, que os Panteras originais parassem de criticar os Novos Panteras.

### Agressão a Dhoruba bin Wahad em 2015
Em 19 de agosto de 2015, Dhoruba bin Wahad (membro do Partido dos Panteras Negras original) e um associado foram agredidos por uma facção do Novo Partido dos Panteras Negras. Wahad estava participando de uma conferência em Atlanta, Geórgia, realizada pela facção Nzinga dos "Novos" Panteras. Wahad confrontou o grupo sobre a adoção do nome Pantera Negra e sua retórica. Os dois foram ordenados a deixar o local, mas, ao se recusarem, Wahad foi agredido. Wahad sofreu uma concussão, uma mandíbula quebrada e lacerações devido ao ataque. O evento levou o membro fundador dos Panteras Negras originais, Elbert "Big Man" Howard, a denunciar o grupo como "reacionários" e "bandidos".